# Гранатирање Сребренице (1993)
Дана 12. априла 1993. године, Војска Републике Српске (ВРС) покренула је артиљеријски напад на град Сребреницу. У нападу је погинуло 56 људи (укључујући 14 дјеце убијене на школском игралишту), а 73 је тешко рањено. Напад је услиједио након обуставе преговора о прекиду ватре, и само неколико сати прије него што ће НАТО увести зону забране летења у складу са резолуцијом УН. Званичници ВРС су претходно рекли представницима УНХЦР-а да ће ВРС гранатирати град, уколико се град не преда у року од два дана.

## Позадина
Сребреница је била босанско-муслиманска (бошњачка) енклава на рањивој локацији коју је лако могла да циља артиљерија. Након што је ВРС заузела град у априлу 1992. године, муслиманске нерегуларне снаге су га повратиле у мају. Током наредне зиме, град је коришћен као полазна тачка за муслиманске герилске активности против српских насеља у источном дијелу Босне. Муслимански напади на српска насеља разбеснели су ВРС, позивајући на осветничке нападе. Снаге босанских муслимана напале су Кравицу, српско село, у јануару 1993. године. ВРС је одговорила контраофанзивом, заузевши Коњевић Поље и Церску, прекинувши везу Сребреница-Жепа и смањивши величину сребреничке енклаве на 150км². Хиљаде муслиманских избјеглица, очишћених из околних насеља, слиле су се у град, спавајући на отвореном. Број становника је порастао на 50–60.000. ВРС је блокирала конвоје са помоћи да уђу у град. Било је извјештаја о терору који су обје стране спроводиле у мјесецима након јануара.
Дана 12. марта, командант УНПРОФОР-а Филип Морилон обећао је становницима града да су под заштитом УН и да их „никада неће напустити“. Овај потез је разљутио његове претпостављене, али га је учинио херојем у Сребреници. Муслимански грађани су га држали као таоца док није обећао да ће обезбједити сигурност. Становници су живјели под опсадом. Између марта и априла, УНХЦР је евакуисао 8.000–9.000 босанских муслимана из града. Влада босанских муслимана противила се овим евакуацијама, окарактерисавши их као допринос етничком чишћењу територије.
Почетком априла 1993. године, босански Срби су, преко УНХЦР-а, наредили предају босанске владе у року од 48 сати. Захтијевали су да снаге УН помогну ВРС-у (на челу са Ратком Младићем) евакуацијом и разоружавањем преко 60.000 људи у енклави.

## Гранатирање
Дана 12. априла 1993. године, артиљеријски напад ВРС-а, који се састојао од два кратка бомбардовања Сребренице, оставио је 56 мртвих, укључујући дјецу, и 73 тешко рањених. Гранате су пале на густо насељене улице града. 14 тела дјеце пронађено је на школском игралишту (фудбалском терену), које је погођено гранатом око 15 часова, према подацима Хјуман рајтс воч. Према подацима МКСЈ-а, на игралишту је било укупно 15 цивилних жртава.
Напад се догодио након обуставе преговора о прекиду ватре, неколико сати прије него што ће НАТО увести зону забране лета у складу са Резолуцијом 781 Савета безбједности Уједињених нација. ВРС је раније рекла представницима УНХЦР-а да ће напасти град Сребреницу у року од два дана, уколико се не преда. Обустава преговора од стране босанских Срба и гранатирање града „изгледало је као намерни чин злобе и политичке намере“. УН су првобитно известиле да је гранатирање био одговор на муслимански напад, али су касније повукле ту изјаву јер није било доказа о муслиманској агресији. Поступак УНПРОФОР-а је критикован као неефикасан.

## Изјаве свједока
Амерички новинар Чак Судетик интервјуисао је лекара Армије Босне и Херцеговине Недрета Мујкановића, који је тврдио да је 36 људи погинуло на лицу мјеста, а 102 тешко рањено на игралишту, којима је пружио помоћ. „Људи су сједели испред школе“, рекао је. „Дјеца су играла фудбал и друге игре. За мање од једног минута, седам ракета из вишецијевног ракетног бацача пало је на подручје величине отприлике половине фудбалског терена.“ Тврдио је да је ВРС знала да се у школи налази избеглички камп и да су усмјерили ватру на ту локацију.

## Посљедице и наслеђе
Дана 16. априла, УН су прогласиле Сребреницу безбједном зоном, а такође су ставиле енклаве Жепа и Горажде под заштиту УН-а.
Фотографија крвавог и ослепљеног дечака који лежи на носилима, Сеада Бекрића, широко је емитована и нашла се на насловној страни часописа Newsweek. Ријеч „Босна“ била је одштампана преко Сеадових повређених груди. Након што су га видјели на CNN-у, богати хрватско-амерички пар платио је његов смјештај и евакуацију.
Инцидент је укључен у 26. тачку („Гранатирање цивилних окупљања“) у првобитној оптужници коју је МКСЈ подигао 24. јула 1995. против лидера босанских Срба Радована Караџића и Ратка Младића. Наведено је 15 цивилних жртава на игралишту у Сребреници.
Инцидент се помиње и у личном извештају Емира Суљагића о опсади и паду Сребренице, „Разгледнице из гроба“.

## Извори
- Burg, Steven L.; Shoup, Paul S. (2015). Ethnic Conflict and International Intervention: Crisis in Bosnia-Herzegovina, 1990-93. Routledge. стр. 140—. ISBN 978-1-317-47102-8.
- Greenberg, Melanie C.; Barton, John H.; McGuinness, Margaret E. (2000). Words Over War: Mediation and Arbitration to Prevent Deadly Conflict. Rowman & Littlefield. стр. 51—. ISBN 978-0-8476-9892-9.
- Honig, Jan Willem; Both, Norbert (1996). Srebrenica: record of a war crime. Penguin. стр. 94. ISBN 9780140261653.
- Klip, André (2005). The International Criminal Tribunal for the Former Yugoslavia 2001. Intersentia nv. стр. 602—. ISBN 978-90-5095-375-7.
- Seib, Philip M. (2002). The Global Journalist: News and Conscience in a World of Conflict. Rowman & Littlefield. стр. 60–. ISBN 978-0-7425-1102-6.
- „Case No. IT-95-5-I” (PDF). ICTY.